# Governo Kang Song-san II
Il governo Kang Song-san II è stato l'ottavo esecutivo della Repubblica Popolare Democratica di Corea, in carica dall'11 dicembre 1992 al 21 febbraio 1997, col sostegno del Fronte Democratico per la Riunificazione della Patria.

## Appoggio parlamentare
| Assemblea popolare suprema | Assemblea popolare suprema                                                                                  | Seggi         |
| -------------------------- | --- | ------------- |
|                            | Partito del Lavoro di Corea Partito Socialdemocratico di Corea Partito Chondoista Chongu Totale maggioranza | 601 51 22 674 |
|                            | Chongryon Totale opposizione                                                                                | 13            |
| Totale                     | Totale | 687           |